# دواسة سيارة

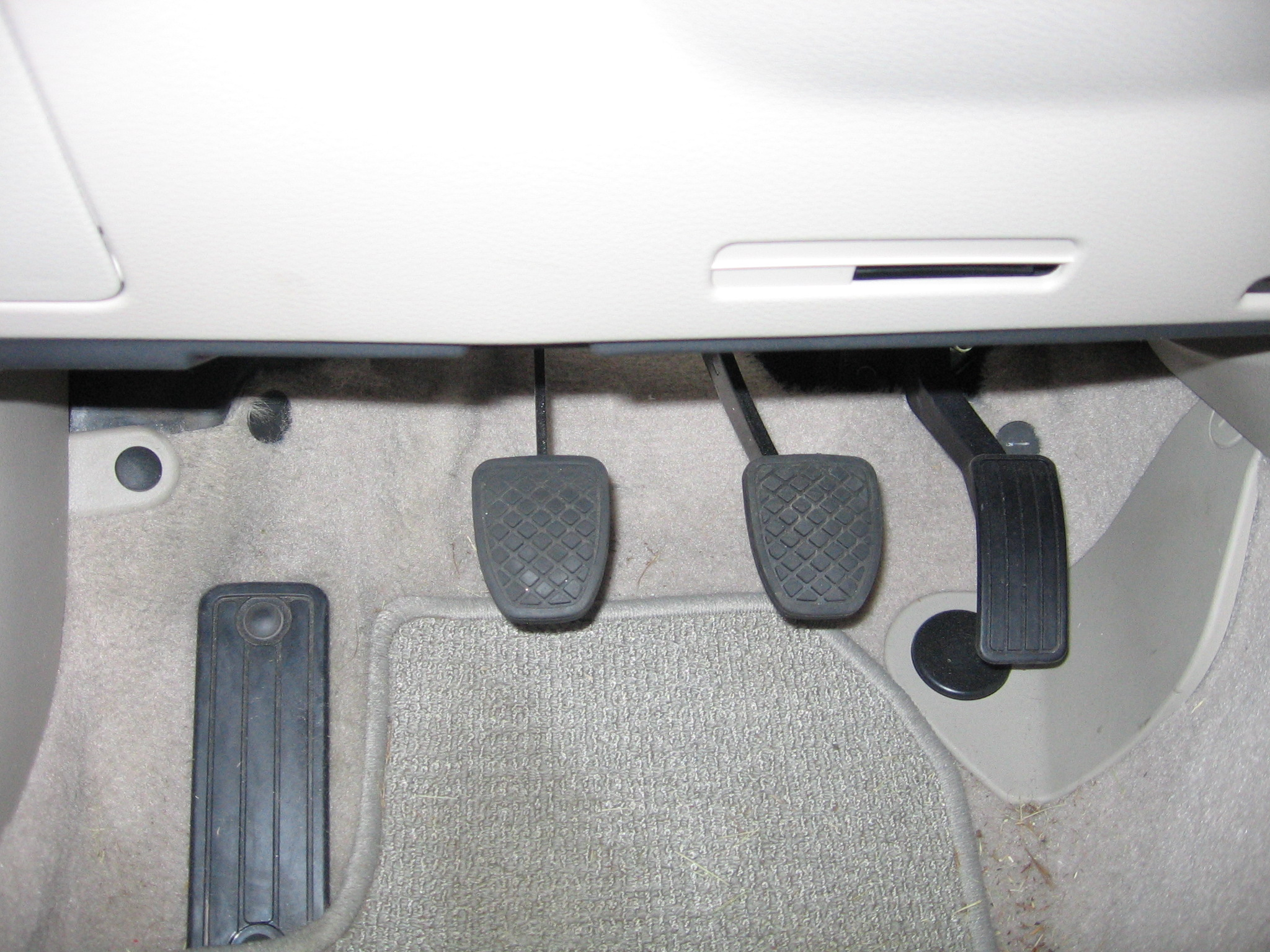
الدواسات المعلقة في سيارات سوبارو ليغاسي Subaru Legaci. من اليسار إلى اليمين : مكان لإراحة القدم ، الكلتش ، المكابح ، المعجل.

مِدوَس أو مِدْوَاس أو دواسة السيارة هي جزء من أجزاء التحكم بقيادة السيارة، وتعمل بالضغط عليها بأسفل القدم عند الجلوس في مقعد السيارة
تجد في السيارات عادة دواستين إلى أربع دواسات قدم. وترتيبها لا يختلف بالنسبة للسيارات ذات المقود جهة اليمين أو جهة اليسار. فهي من اليسار إلى اليمين:
- عادة ما ندوسها بالقدم اليسرى :
  - دواسة القابض، ولا توجد في السيارات ناقل الحركة التلقائي
- عادة ما ندوسها بالقدم اليمنى :
  - دواسة المكابح، وهي عريضة في بعض السيارات ومرتفعة عن أرضية السيارة
  - دواسة الوقود) ، وتتحكم في امداد محرك السيارة بالوقود والهواء. وتكون عادة رفيعة وقريبة من أرضية السيارة تاركة المجال لكعب قدم السائق لترتاح على أرضية السيارة.

تجد في بعض السيارات دواسة لإيقاف السيارة بدلا من مقبض إيقاف السيارة اليدوي. الدواسات قد تجدها في وضع ‘معلق‘ من أعلى أو ‘المستند‘ إلى أرضية السيارة.
ولأن القدم اليمنى مشغولة (بالدوس على الوقود أو المكابح) فلا نجد مكانا لإراحة القدم على الجهة اليمنى، حتى في السيارات التي بها نظام تثبيت السرعة. القدم اليسرى تعمل فقط للدوس على دواسة القابض وبشكل متقطع (و لا عمل لها في السيارات ذات ناقل الحركة التلقائي) لذا يتم توفير مكان يسار الدواسات لإراحة القدم اليسرى عليها في بعض السيارت.
سيارات كثيرة الآن دواساتها تعدل كهربائيًا، وهي وسيلة حديثة للتعديل اليدوي الذي كان موجودا في بعض السيارات منذ الخمسينات الميلادية.